# Matti Schindehütte
Matti Schindehütte, né le 19 avril 1975 à Hambourg en Allemagne, est un théologien et pasteur protestant, ainsi qu'un producteur de cinéma.

## Filmographie
- 2015 : ABCs of Superheroes (de) (producteur exécutif) [2]
- 2017 : Rendel (fi) (producteur associé) [3]
- 2019 : Violent Starr (producteur) [4]